# Carta che vince, carta che perde
Carta che vince, carta che perde (The Flim-Flam Man) è un film statunitense del 1967 diretto da Irvin Kershner.
È un film commedia basato sul romanzo The Ballad of the Flim-Flam Man di Guy Owen con protagonisti George C. Scott, Sue Lyon e Harry Morgan.

## Produzione
Il film, diretto da Irvin Kershner su una sceneggiatura di William Rose con il soggetto di Guy Owen (autore del romanzo), fu prodotto da Lawrence Turman per la Twentieth Century Fox Film Corporation e girato nella contea di Anderson nel Kentucky.

## Distribuzione
Il film fu distribuito negli Stati Uniti dal 22 agosto 1967 al cinema dalla Twentieth Century Fox e in televisione sulla ABC nel 1971.
Alcune delle uscite internazionali sono state:
- in Germania Ovest il 29 settembre 1967 (Der fabelhafte Mr. Flim Flam)
- in Francia il 27 ottobre 1967 (Une sacrée fripouille)
- in Svezia il 10 novembre 1967 (Rufflaren)
- in Finlandia l'8 dicembre 1967 (Pesunkestävä huijari)
- in Danimarca il 1º marzo 1968 (Fidusmageren)
- in Ungheria (Elég gazember)
- in Grecia (Enas yperohos palianthropos)
- nel Regno Unito (One Born Every Minute)
- in Spagna (Un fabuloso bribón)
- in Italia (Carta che vince, carta che perde)

## Promozione
La tagline è: "Meet Mordecai Jones; Master of Back-Stabbing, Cork-Screwing and Dirty-Dealing-Dealing!".

## Critica
Secondo il Morandini il film è una "frenetica commedia di strada dove gli inseguimenti (splendida sequenza mozzafiato) e gli scontri automobilistici sono più divertenti del dialogo".